# Optus B2
O Optus B2 (Ex-Aussat B2) foi um satélite de comunicação geoestacionário australiano que foi construído pela Hughes, ele era para ter sido operado pela Optus Communications Pty., Ltd. (atual SingTel Optus Pty Limited). O satélite foi baseado na plataforma HS-601 e sua expectativa de vida útil era de 10 anos. O mesmo foi destruído quando a carenagem de carga do veículo de lançamento entrou em colapso cerca de 47 segundos após a decolagem. A causa da falha ainda está sujeito a algumas especulações e divergências.

## História
A Empresa de satélite nacional da Austrália, a Optus Communications Pty., Ltd. (atual SingTel Optus Pty Limited), se tornou o primeiro cliente a comprar o satélite modelo Hughes 601 em julho de 1988, quando ordenou a construção de dois satélites de alta potência a ser entregue em órbita para o seu sistema de segunda geração. Em janeiro de 1992, a empresa australiana, conhecida como AUSSAT Pty., Ltd., tornou-se parte da Optus Communications Pty., Ltd., nova operadora de telecomunicações de propriedade privada do país. Os satélites foram chamados de série Optus B.
O Optus B2 tinha um subsistema de energia elétrica que utilizava dois painéis solares de rastreamento de sol para gerar 3200 watts. Os três painéis de asas de matriz solar, eram cobertos com grande área de células solares de silício K4-3/4. Cada painel tinha 2,54 metros por 2,16 metros. A bateria de níquel-hidrogênio de 28 células fornecia capacidade para o satélite funcionar normalmente durante as operações de eclipse, quando o satélite passa pela sombra da Terra.

## Lançamento
O satélite foi lançado ao espaço no dia 21 de dezembro de 1992, por meio de um veiculo Longa Marcha 2E, lançado a partir do Centro Espacial de Xichang, na China. Ele tinha uma massa de lançamento de 2.858 kg.

## Falha
O Optus B2 foi destruído durante o lançamento em um Longa Marcha 2E/Star-63F no dia 21 de dezembro de 1992 a carenagem de carga entrou em colapso. Os destroços do Optus-B2 e do Star-63F Kick-Motor chegaram a LEO. Depois de sete meses de investigação, tanto a Hughes e os chineses concluíram que uma causa para a explosão não pôde ser determinada. Imediatamente após a perda, a Hughes começou a trabalhar em outro satélite, Optus B3, para substituir o fracassado Optus B2, ele foi lançado com sucesso no dia 28 de agosto de 1994.

## Capacidade e cobertura
O Optus B2 era equipado com 15 transponders em banda Ku e um em banda L para fornecer serviços via satélite para a Austrália e região.